# Gustave Martens
Gustave Louis Martens (Gent, 28 augustus 1875 - Kortrijk, 28 april 1932) was een Belgisch senator.

## Levensloop
Martens verhuisde van Gent naar Komen, waar hij actief werd in de socialistische beweging, onder meer als:
- secretaris van de socialistische mutualiteit 'De Vrije Arbeiders',
- secretaris van de plaatselijke bouw- en textielarbeidersbond,
- afgevaardigd beheerder van de coöperatie 'De Toekomst',
- lid van de Gezondheidscommissie (1906-1909).

Tijdens de Eerste Wereldoorlog was hij lid van het lokaal Hulp- en Voedingscomité.
Na de oorlog was hij lid van de scheidsrechterlijke commissie voor de oorlogsschade en zette zijn activiteiten binnen de socialistische zuil verder in de streek van Ieper en in Brussel:
- secretaris van de gewestelijke (socialistische) vakbondsfederatie van Ieper,
- beheerder van de coöperatie Volkshuis in Brussel,
- provinciaal secretaris van de bouw- en transportarbeidersbond van Brabant.

Hij verhuisde na 1920 naar Kortrijk. Hij werd secretaris en voorzitter van de Federatie van Socialistische Mutualiteiten van West-Vlaanderen. Hij zetelde ook in het bestuur van de arrondissementsfederatie Kortrijk-Moeskroen van de Belgische Werkliedenpartij (1923-24). 
Hij werd gemeenteraadslid van Kortrijk (1921-32) en socialistisch senator:
- verkozen voor het arrondissement Kortrijk-Ieper (1921-1929),
- verkozen als provinciaal senator (1929 - tot aan zijn dood).